# Roughlee
Roughlee est un petit village du district de Pendle, dans le Lancashire, en Angleterre, au Royaume-Uni.
Alice Nutter, une femme accusée de sorcellerie, comme d'autres sorcières de Pendle, vivait notamment à Roughlee.
Roughlee a également eu une chapelle dans laquelle John Wesley a un jour prêché. La première école de Pendle a ouvert à Roughlee en 1852.
Les livres de la série L'Épouvanteur ont utilisé ce village, son district et ses femmes accusées de sorcellerie pour mettre en situation les actions de leurs personnages.